# Depot III von Slaný
Das Depot III von Slaný (auch Hortfund III von Slaný) ist ein Depotfund der frühbronzezeitlichen Aunjetitzer Kultur aus Slaný im Středočeský kraj, Tschechien. Es datiert in die Zeit zwischen 2000 und 1800 v. Chr. Das Depot befindet sich heute im Museum von Slaný.

## Fundgeschichte
Das Depot wurde vor 1900 östlich von Slaný auf dem Slánská hora (Salzberg) entdeckt. Die genauen Fundumstände sind unbekannt. Das Gebiet war in der Bronzezeit sehr dicht besiedelt, aber auch ältere Besiedelungsspuren aus der Jungsteinzeit und der Kupferzeit sowie jüngere aus der Eisenzeit und dem Mittelalter sind nachgewiesen.
Vom Salzberg stammen noch drei weitere Depotfunde (I, II und IV) sowie mehrere Einzelfunde der Aunjetitzer Kultur.

## Zusammensetzung
Das Depot besteht aus mehreren Bronzegegenständen: fünf Stabarmringe und eine Kette. Von den Armringen besitzen drei Pfötchenenden und zwei stumpfe Enden. Die Kette hat eine Länge von 190 cm. Sie besteht aus einem kegelförmigen Kettenabschluss und über 300 tonnenförmigen Perlen. Auch Bruchstücke von Doppelperlen sind erhalten. Die Perlen haben eine Länge zwischen 5 mm und 7 mm und einen Durchmesser zwischen 4 mm und 5 mm. Alle Gegenstände sind stark korrodiert.